# Juan Pedro Peralta

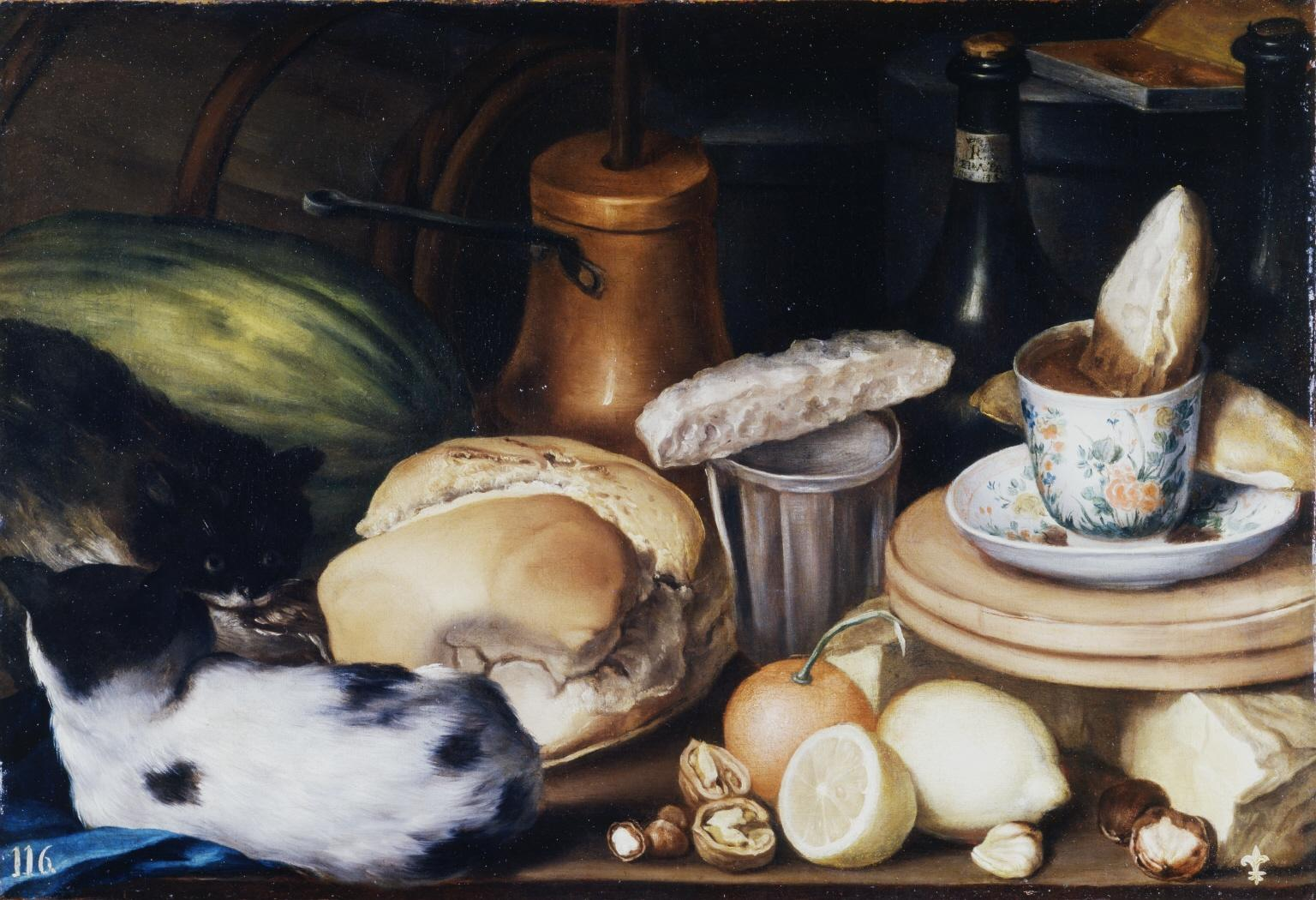
Bodegón de merienda con chocolate, jícara y azucarillo, caja de dulce, vasos, pan, nueces, frutas y dos gatos, 1745, óleo sobre lienzo, 40 x 59 cm, Madrid, Real Academia de Bellas Artes de San Fernando

Juan Pedro Peralta (Madrid, c.1686/1688-1756) fue un  pintor tardobarroco español; pintor de cámara de Felipe V, se especializó en la pintura de bodegones y decorados teatrales al temple.

## Biografía y obra

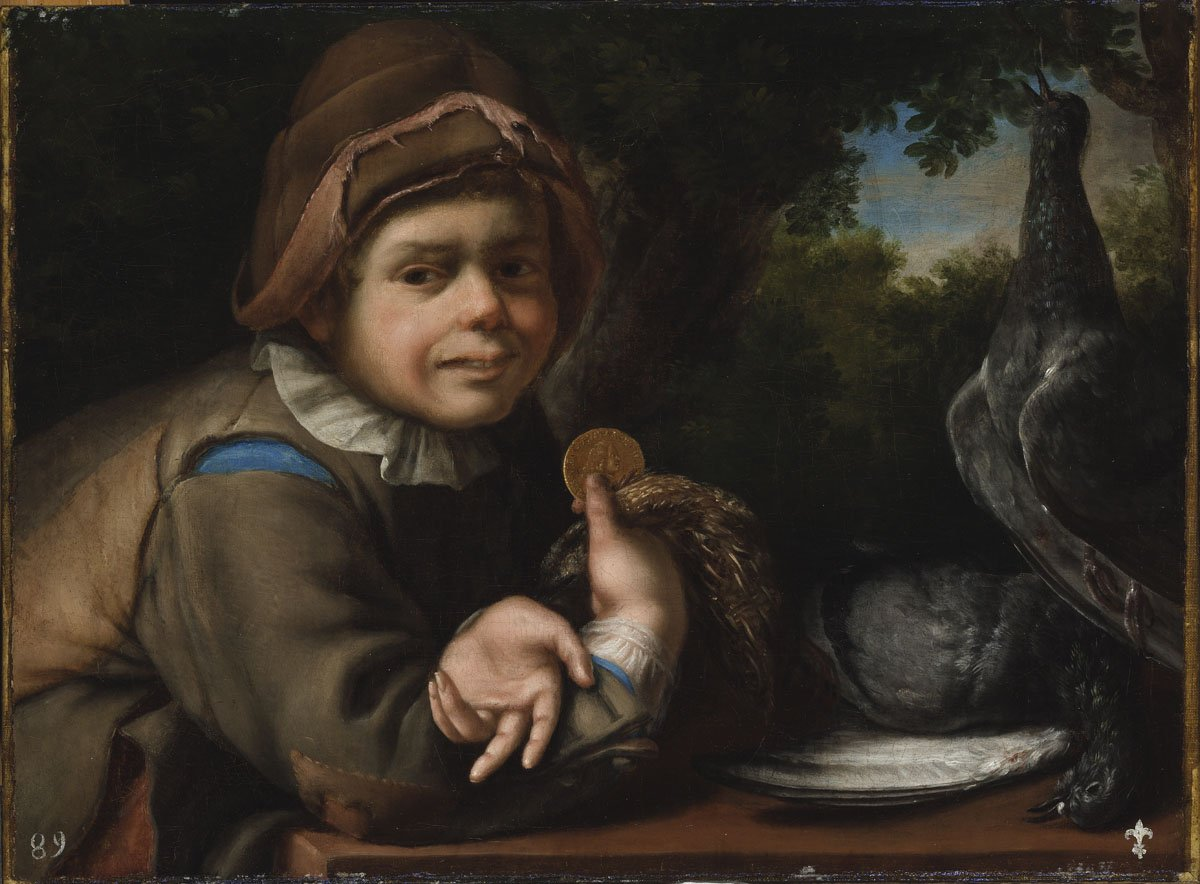
Vendedor de aves, óleo sobre lienzo, 44,5 x 60 cm, Museo de Bellas Artes de Budapest.

Sobrino y discípulo de Juan Vicente Ribera, en 1706 contrajo matrimonio con María de Zaldo, hija del primer matrimonio de la esposa de su tío, María Prieto, casada en primeras nupcias con Juan Zaldo.  Hacía 1708 entró a trabajar al servicio del rey en las obras de pintura de palacio en compañía de su tío, especialista en decorados teatrales, con quien firmó en 1724 la protesta de los pintores de Madrid contra el monopolio de las tasaciones a favor de Antonio Palomino y Juan García de Miranda. En 1728 obtuvo la plaza de tasador oficial que había quedado vacante por muerte de Palomino como recompensa por sus servicios a la corona.
Según un memorial que firmó el 14 de marzo de 1748, en el que hacía relación de esos servicios a la corona, en 1724, por encargo del rey Luis I, pintó los decorados para una función teatral representada en El Escorial, en lo que parece el primer encargo que recibió para trabajar como pintor independiente, y en 1729 pintó un teatro «todo de su mano» en el Real Alcázar de Madrid. Poco después acompañó a los reyes a Sevilla donde pintó dos cuadros con escenas del Quijote que regaló a Felipe V. En recompensa fue nombrado pintor de cámara con sueldo de 24.000 reales de vellón, encomendándosele, tras jurar el cargo en 1734, el reconocimiento de las pinturas salvadas del incendio del viejo Alcázar. En 1736 heredó las herramientas de trabajo de su tío y las tareas que venía desempeñando como decorador en las funciones del Palacio del Buen Retiro. Al acceder al trono Fernando VI se le suspendió el suelo, aunque hubo de ser por poco tiempo, pues al parecer en 1747 había recuperado el favor real y dos años después consta  todavía que trabajaba en el Buen Retiro. Falleció en Madrid el 30 de marzo de 1756, en su casa de la calle de Huertas, a los setenta años de edad según la partida de defunción.
Perdidos por su propio carácter efímero los telones y decorados teatrales, únicamente se conservan dos obras documentadas, firmada una de ellas, que fueron propiedad de Isabel de Farnesio: un Bodegón de merienda con chocolate, jícara y azucarillo, caja de dulce, vasos, pan, nueces, frutas y dos gatos (Real Academia de Bellas Artes de San Fernando), firmado y fechado en 1745, y un Cazador dormido (Patrimonio Nacional), de dibujo preciso y composición abigarrada con la que llega a desbordar el marco. Además, el Museo de Bellas Artes de Budapest cuenta con un Vendedor de pájaros con la flor de lis pintada en el ángulo inferior derecho que indica la misma procedencia.